# Santa María la Antigua

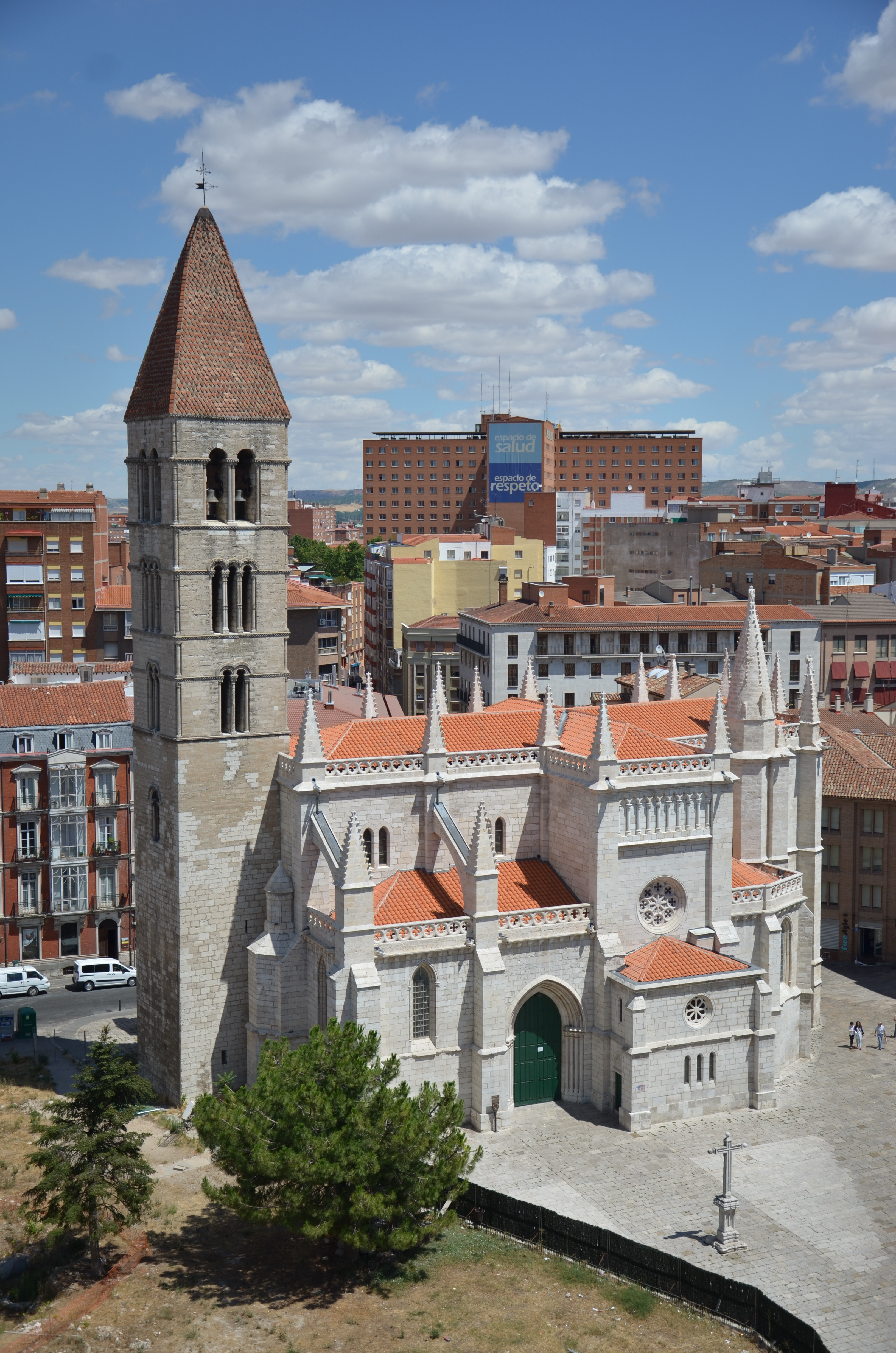
Imatge general del temple amb la creu enfront de la façana

Santa María la Antigua és una església que s'aixeca des d'almenys el segle xi a la ciutat de Valladolid. Conserva de finals de la centúria següent (segle xii) una esvelta torre romànica rematada amb una cuculla piramidal de teula i un pòrtic al costat nord també romànic. La resta de l'edifici és gòtic i neogòtic, doncs es va aixecar al segle xiv i, després de posteriors afegitons en diferents estils, fou intensament restaurada i reconstruïda durant la primera meitat del segle xx, tornant així al seu aspecte original.

## Història
Possiblement és una de les parròquies amb més història de Valladolid. Sota l'actual edifici s'han trobat restes d'uns banys romans.
S'esmenta la seva existència el 1088, sent per tant anterior a la Col·legiata de Santa María la Mayor al que al·ludeix el seu cognom la Antigua. Sembla que va ser dotada, al 1095 pel comte Pedro Ansúrez, repoblador de la ciutat. D'aquesta construcció primitiva no es conserva res. Les parts més antigues de l'actual temple daten de finals del segle xii o primers anys del següent i són d'estil romànic: la galeria porticada al nord de l'edifici, i l'esvelta torre, als peus, amb planta quadrada i quatre pisos, amb finestres als tres últims, rematada amb una cuculla piramidal.
La resta del temple va ser reedificat probablement al segle xiv, sota el regnat d'Alfons XI, seguint l'estil gòtic i amb notables influències de la Catedral de Santa Maria de Burgos. Aquesta església del segle xiv s'organitzava en tres naus, rematades per tres absis poligonals, sense girola, i creuer manifestat només en els alçats i no en la planta. La planta presenta diverses irregularitats, sobretot a la capçalera, potser per intentar aprofitar fonamentacions anteriors, per errors de replanteig o per canvi de decisions, i l'eix del temple té una lleugera desviació enfront dels de la torre i la galeria porticada. Les voltes eren de creueria senzilla i es recolzaven sobre pilars de nucli cilíndric amb columnetes adossades. Els plements de la capella major estan calats, com succeeix en la catedral de Burgos. La il·luminació es resolia amb esvelts finestres ogivals geminats amb vessi exterior i interior als absis, senzills buits apariats a la nau central i dues grans rosasses, que la seva traceria original es desconeix, als dos capcers dels creuers.

### Reformes i restauracions de l'edifici (segles XV al XIX)

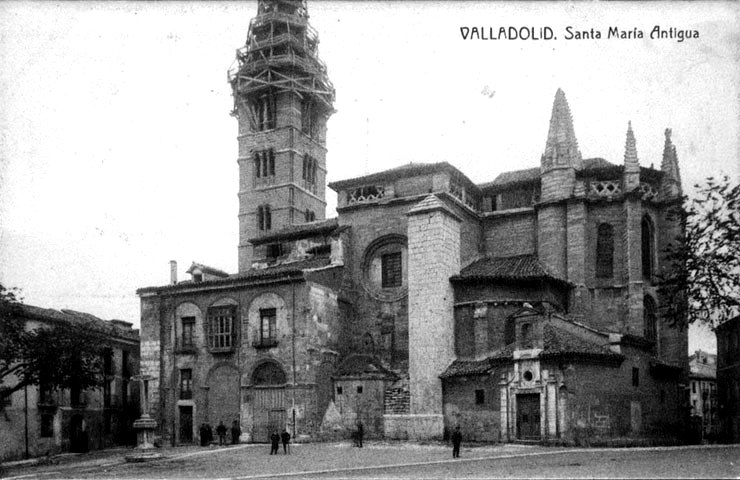
La Antigua a principis del, abans del seu enderrocament i reconstrucció, al moment de la restauració de la fletxa de la torre. Es poden observar diverses de les edificacions adossades, com la casa rectoral de cap a 1500, amb un mirador del i, adossades als absis, la sagristia i capella de Nuestra Señora de la Soledad y Ánimas, amb la seva portada barroca de pedra. També pot veure's la gran rosassa del capcer del creuer, encegat per obrir una finestra rectangular més petita.

L'edifici va sofrir múltiples reformes, a causa del seu caràcter de parròquia populosa i per la seva deficient fonamentació, construït al costat d'un dels ramals del riu Esgueva. Cap al 1500, es va adossar al seu flanc sud una casa rectoral i l'absis lateral del costat de l'Evangeli va ser transformat. En ell s'allotjava la imatge de Nuestra Señora de la Zarza que, segons la llegenda, havia estat trobada durant la construcció de la primitiva església el 1096, oculta enmig d'unes romegueres. Adossada a aquesta capella es disposava la casa de les dones aparedades. En aquells moments, també es va realitzar un cor alt suportat per una volta de creueria estavellada, sobre el tram dels peus de la nau central. A mitjan segle xvi, el cèlebre arquitecte Rodrigo Gil de Hontañón, a causa de la ruïna de l'edifici, va replantejar el sistema de contraforts de l'edifici, construint nous boterells i contraforts i reformant i obrint diverses finestres. També en aquest moment, els buits de l'últim cos de la torre romànica van ser reformats per a poder col·locar-hi campanes majors a dins, es van disposar ampits a tots els seus buits i el cos baix de la mateixa es va folrar amb un gruixut mur de pedra de més de dos metres de gruix per augmentar la seva estabilitat. Així mateix, al segle xvi es va realitzar un estimable retaule major, tallat per Juan de Juni entre 1550 i 1562, que va emmascarar l'interior de l'absis de la nau central. Cap a 1706 es va afegir la capella de Nuestra Señora de la Soledad y las Ánimas, al costat de la sagristia de la parròquia, ambdues peces adossades als absis i realitzades en maó. Diversos retaules d'estil barroc van ser assentats a l'interior durant els segles xvii i XVIII, contribuint a emmascarar més l'espai gòtic, escassament valorat durant el barroc. En algun moment les dues grans rosasses dels creuers foren cegades.
Es coneix l'interior de l'edifici abans de les restauracions del segle XX gràcies a una sèrie de fotografies publicades per Martí i Monsó a la seva obra Estudios de arte relativos principalmente a Valladolid del 1898. L'interior estava totalment arrebossat. A l'absis major hi havia el retaule de Juan de Juni i el sòcol estava decorat amb interessants taulells. L'absis del costat de l'Epístola estava dedicat a capella del Doctor Tovar i contenia un retaule amb bones pintures tardo-gòtiques del segle xv (avui conservat al Museu Diocesà i Catedralici de Valladolid) i es tancava amb una apreciable reixa del segle xvi. Al mur sud del creuer es disposava un retaule barroc i s'obria un arc que donava pas a la petita capella de Sant Sebastià. En els dos pilars torals més propers a la capçalera, estaven adossats sengles retaules barrocs dels volts del 1700, fent l'ofici de col·laterals. Al cor alt, obra de cap a 1500, hi havia un orgue de façana barroca. Hi ha notícies d'òrgans en aquesta església des de 1512, encara que avui no en conserva cap.

### La restauració del segle XX

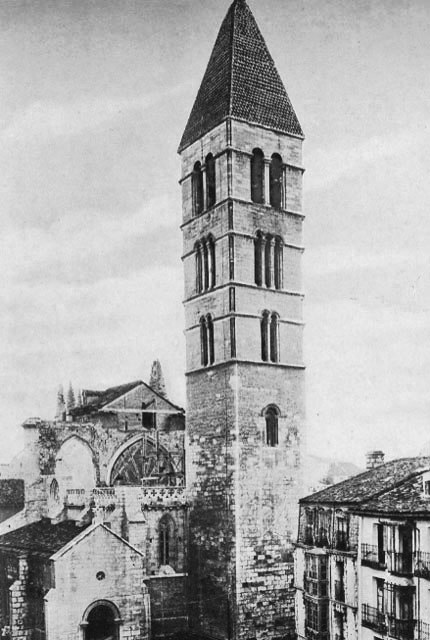
L'església des de l'oest a la dècada de 1920. S'observen els treballs de reconstrucció de l'església i com s'han respectat de la demolició els absis (apareixent l'arc triomfal de l'absis central suportat sobre una cintra de fusta), la galeria porticada i la torre. En aquell moment, les noves naus neogòtiques s'estaven aixecant, com també reflecteix la imatge. A la dreta apareix part de la mansarda d'habitatges demolida durant la dècada de 1980.

A la fi del segle xix l'edifici acusava ruïna imminent. Al 1897 l'edifici va ser reconegut com a monument nacional, realitzant l'arquitecte Enrique María Repullés un informe en el qual es valorava l'església. Després d'obtenir els fons necessaris, la restauració va començar el 1900, sota la direcció d'Antonio Bermejo, qui va intervenir a la torre romànica i a la galeria porticada. En morir aquest, el 1901, es va nomenar director de les obres a Vicente Lampérez, qui va restaurar la fletxa de la torre i la galeria porticada. No obstant això, Lampérez va renunciar el 1904 per l'escassetat de fons a causa de la gran quantitat d'obres necessàries per a salvar l'edifici, en molt mal estat, al que Lampérez no assignava l'interès suficient com per realitzar en ell obres de gran envergadura. El 1908, Juan Agapito y Revilla i Santiago Guadilla de la Serna van realitzar un informe en el que declararen absolutament ruïnós tot l'edifici gòtic menys els absis, amb el que l'església es tanca al culte, traslladant-se el culte parroquial a la propera església de las Angustias. A l'any següent, l'arquitecte Ricardo García Guereta va realitzar un projecte per restaurar la torre eliminant els seus ampits del segle xvi i el gran mur que folrava el seu cos baix, procedint a recalçar la torre amb formigó, a més de substituir alguns carreus i peces d'impostes, rejuntant tot el cadirat de la torre. El 1911 pel mal estat de les parts gòtiques, Adolfo Fernández Casanova va declarar que seria millor derrocar les naus i el creuer de l'església, i totes les edificacions adossades, salvant els absis, la torre i la galeria porticada romànica, i realitzar a continuació un edifici nou que no desdigués del conservat. Es va fer cas d'això i cap a 1917 es va procedir a derrocar les parts indicades. El retaule de Juan de Juni es va traslladar el 1922 a la Catedral de Valladolid, on es troba avui dia. El temple que es va reconstruir llavors és d'estil neogòtic i està totalment basat en la morfologia de l'antiga església ogival, harmonitzant perfectament amb els absis del segle XIV conservats. S'organitza de la mateixa manera que l'església coetània als absis: tres naus de dos trams amb creuer no marcat en planta i coberta amb voltes de creueria senzilla. El nou temple també disposa de cor alt, inspirant-se i aprofitant elements del datat al segle xvi, i de boterells. Als dos capcers dels creuers s'introdueixen sengles rosasses, més petites que les originals, sobre els quals es disposen unes galeries d'arcs cecs que abans no hi sigueren. Els absis també van ser restaurats, substituint nombrosos carreus i motllures, tancant les finestres que havien estat obertes a posteriori i obrint les originals que havia tapat el retaule de Juan de Juni. Les obres es van acabar a la dècada del 1930, encara que el 1947 es va realitzar una sagristia neogòtica adossada al creuer sud per al servei de l'església i, l'any següent, es va restaurar la galeria porticada romànica, reforçant la seva fonamentació i sanejant la seva coberta.
El 1952 l'església es va obrir de nou al culte.
Posteriorment, a partir de 1961, es van començar a realitzar plans per tal de dotar a l'edifici d'un entorn urbà que afavorís la seva contemplació. Després de diversos intents fallits i polèmiques s'enderrocà durant la dècada de 1980 una mansarda de cases ruïnoses molt propera a la banda oest de l'edifici per aïllar-lo i millorar-ne la seva visió, convertint el terreny alliberat en un petit parc. No obstant això, aquesta actuació avui sembla poc afortunada, doncs es va eliminar una mansarda d'origen medieval i que comptava amb interessants habitatges del segle xvi, XVII i XVIII, a més de que va deixar l'església descontextualitzada i aïllada, amb tot el monument mostra un valor i una importància arquitectònica significatives.

### Troballa d'un jaciment arqueològic

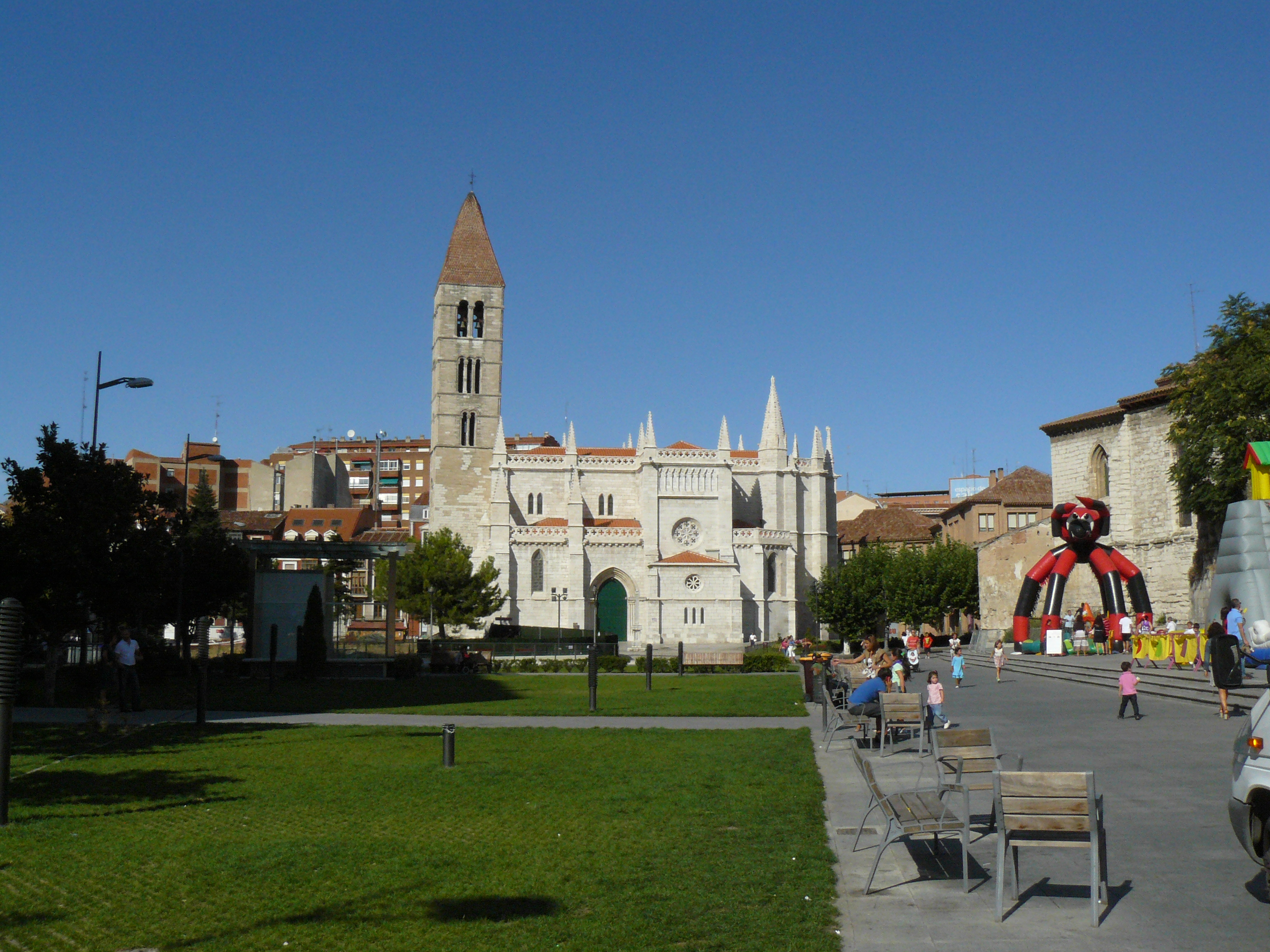
L'església a la Plaza Portugalete. A la dreta se situen les restes de la Col·legiata de Santa María i la inconclusa Catedral de Valladolid.

Entorn del temple i després de les prospeccions arqueològiques realitzades amb intenció de realitzar un aparcament subterrani per a vehicles, van aparèixer nombroses i valuoses restes: Les úniques evidències constructives d'època romana a la ciutat (segles I-III), corresponents a una vil·la de certa entitat, al costat de 51 enterraments de la necròpoli medieval de l'Església de la Antigua, el pati d'un palau renaixentista sota el qual es presumeix l'existència d'altres restes medievals i romans, la volta del llit del riu Esgueva, amb les restes de l'antic Ponte del Bolo de la Antigua, i la mansarda d'edificis del segle xviii que es va mantenir dempeus fins fa 25 anys. El 2012 La integritat del jaciment estava amenaçada pel projecte de construcció de l'aparcament, cosa que motivà la mobilització ciutadana a favor de la creació d'un parc arqueològic.

## Torre
La torre, un dels símbols de Valladolid, és als peus de l'edifici. Posseeix planta quadrada i quatre pisos separats per impostes escacades, rematant-se amb un girola piramidal, amb teula ceràmica a l'exterior, del que es desconeix la seva morfologia original. Al cos baix de la torre s'alberga una estada coberta amb volta de canó apuntada, que avui és capella baptismal; als tres cossos més alts s'obren una sèrie de finestres agrupades de manera que van generant una tensió ascensional, que emfatitza la esveltesa de la torre, al que també contribueixen les impostes escacades, disposades rítmicament al llarg dels alçats. Les finestres estan conformades per arcs de mig punt motllurats, amb una gran similitud amb els de la galeria porticada, sobre columnetes amb capitells amb motius vegetals o geomètrics, que es disposen als brancals dels buits. També és d'advertir la valoració plàstica i l'èmfasi donada a les cantonades de la torre a través de disposar en elles de columnetes similars a les quals es disposen als brancals dels buits.
La torre té un fort encuny romànic llombard i això pot explicar-se per l'entroncament amb la dinastia catalana Ermengol, pel casament de Maria, filla del Comte Ansúrez i successora seva al senyoriu de Valladolid fins a la seva incorporació a la corona.

## Pòrtic

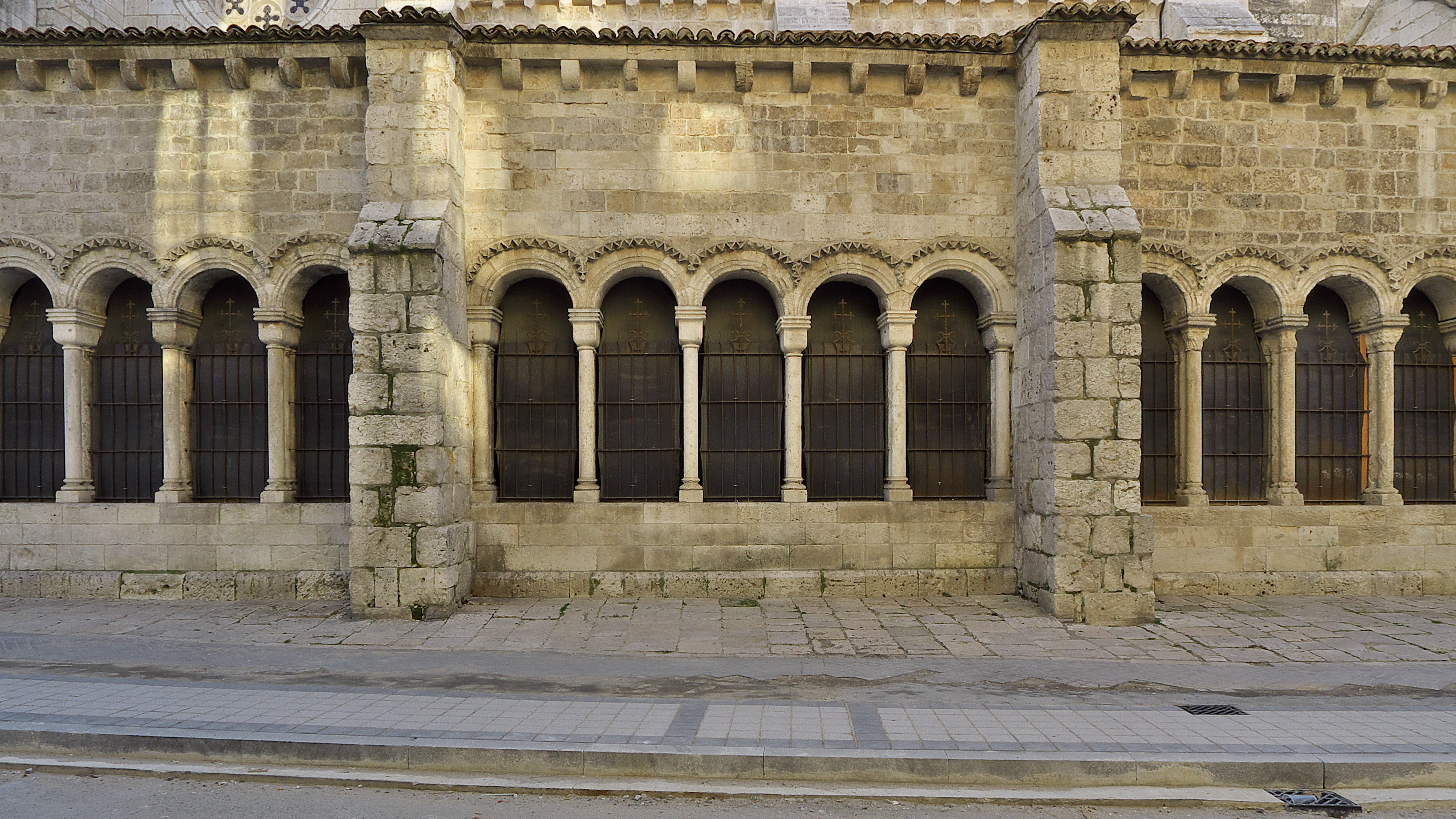
Pòrtic de l'església

La galeria porticada, que hi ha al costat nord de l'edifici, presenta catorze arcs de mig punt separats en tres trams de cinc, cinc i quatre arcs respectivament, separats per poderosos contraforts d'influència cistercenca. Els arcs són senzillament motllurats, amb un guardapols de puntes de diamant, i es recolzen, com al claustre del proper monestir cistercenc de Santa María de Valbuena, sobre columnes de triple fust els capitells del qual pràcticament s'han perdut. La cornisa que remata aquesta galeria porticada es recolza sobre senzills dentells llisos.

## Església
L'església presenta tres naus de dos trams, creuer manifestat només en alçat i capçalera amb tres absis poligonals.
Els absis mostren finestres geminades ogivals separades verticalment per potents contraforts coronats per pinacles. Les finestres s'obren cap a l'interior i a l'exterior amb columnetes, tenint un nivell de finestres els absis laterals i dos el central. Els absis es rematen per fora amb una balustrada calada i amb gàrgoles, de les quals diverses són originals i mostren influències de Burgos. A l'interior els absis es cobreixen amb voltes nervades, els nervis de les quals es recolzen sobre columnetes amb capitells de temes vegetals o amb figures d'animals o persones; els plements de l'absis principal (el central) estan calats amb roses.
El creuer, restaurat al segle xx, mostra als seus capcers dues rosasses amb obertura només a l'exterior amb traceria a força de cercles potser inspirada en la rosassa occidental de la Catedral de Burgos. Es cobreix amb voltes de creueria senzilla recolzada sobre pilars de nucli cilíndric amb columnetes adossades o bé sobre sòbries mènsules. A l'exterior, tot es remata amb una balustrada calada. El creuer sud té adossat al seu capcer la sagristia neogòtica realitzada el 1947, que el seu interior és completament utilitari. Les naus laterals i central, més alta que aquestes, mostren una cobertura semblant mitjançant de voltes de creueria senzilla recolzada sobre pilars de nucli cilíndric amb columnetes del tipus esmentat, separant-se les tres naus mitjançant arcs ogivals motllurats que descansen sobre aquests pilars. La il·luminació es resol amb senzills buits apariats a la nau central i amb finestres ogivals geminades amb obertura només exterior a les naus laterals. A l'exterior, els esforços de la volta de la nau central es resolen amb quatre boterells i els de les voltes de les naus laterals, amb contraforts coronats amb pinacles.

## Façana
La porta d'ingrés és al mur sud de la nau lateral del costat de l'Epístola. És del segle xx, encara que s'inspira en l'original; és ogival recolzant-se les senzilles arquivoltes sobre columnetes de simple capitell vegetal. Totes les finestres mostren vidrieres realitzades al segle xx, seguint models antics.
Davant de l'edifici hi ha una creu de pedra, barroca, que assenyala el centre del lloc que va ser cementiri on s'enterrava als pobres de la parròquia i els que morien al proper Hospital de Santa María de Esgueva.

## Obres d'art
Avui dia el temple està despullat de moltes de les obres d'art moble que va contenir, a causa de l'estricte criteri d'unitat d'estil dels restauradors, i mostra tant dins com a fora la seva nua arquitectura romànica i fonamentalment gòtica i neogòtica. Només esmentarem dos petits retaules situats als peus de les naus laterals dedicats a Sant Roc (del segle XVII) i a Verge dels Àngels, rematat lateralment per dos llenços del pintor val·lisoletà Pablo Puchol representant a Sant Francesc de Paula i Sant Jaume el Menor (de principis del segle XX) i el Crist de la Preciosíssima Sang, que hi ha a l'absis lateral de l'Epístola, realitzat en 1953 per Genaro Lázaro Gumiel, còpia d'un Crist de Juan de Juni que hi ha a l'Església de San Pablo.

## Galeria d'imatges

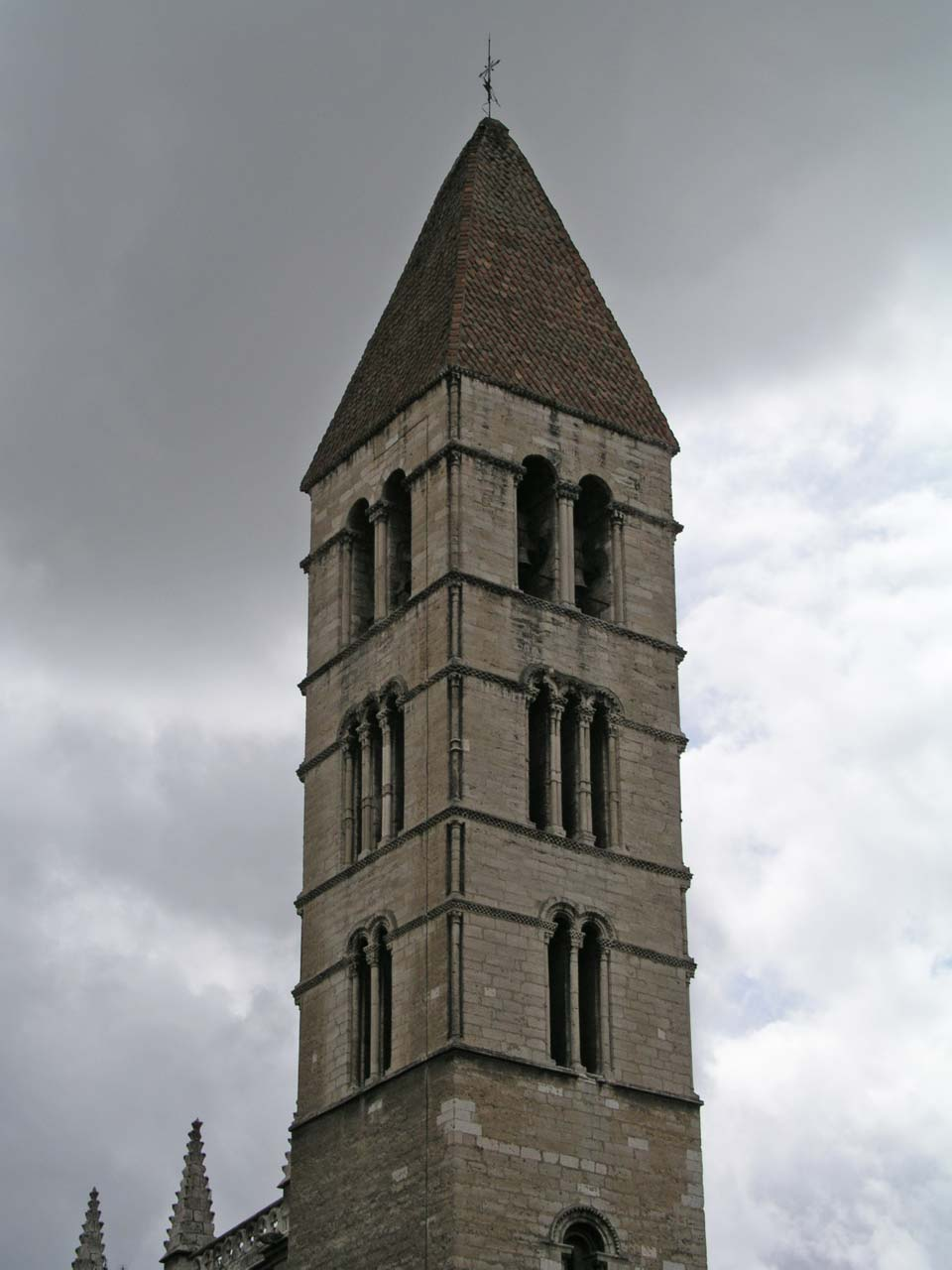
Torre romànica de Santa María de la Antigua
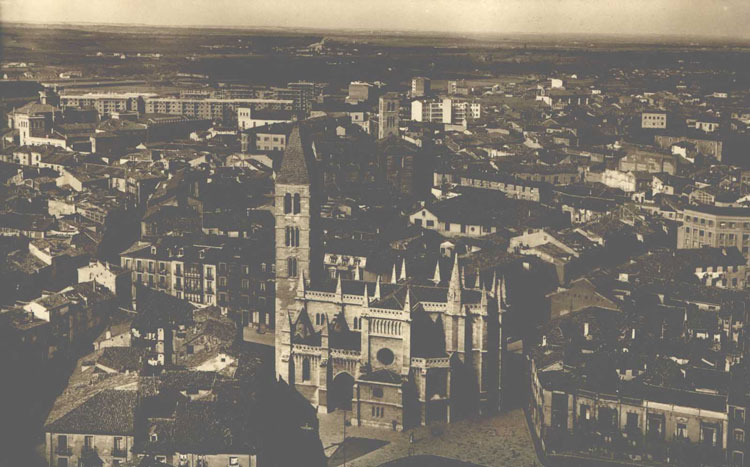
L'església als anys 50
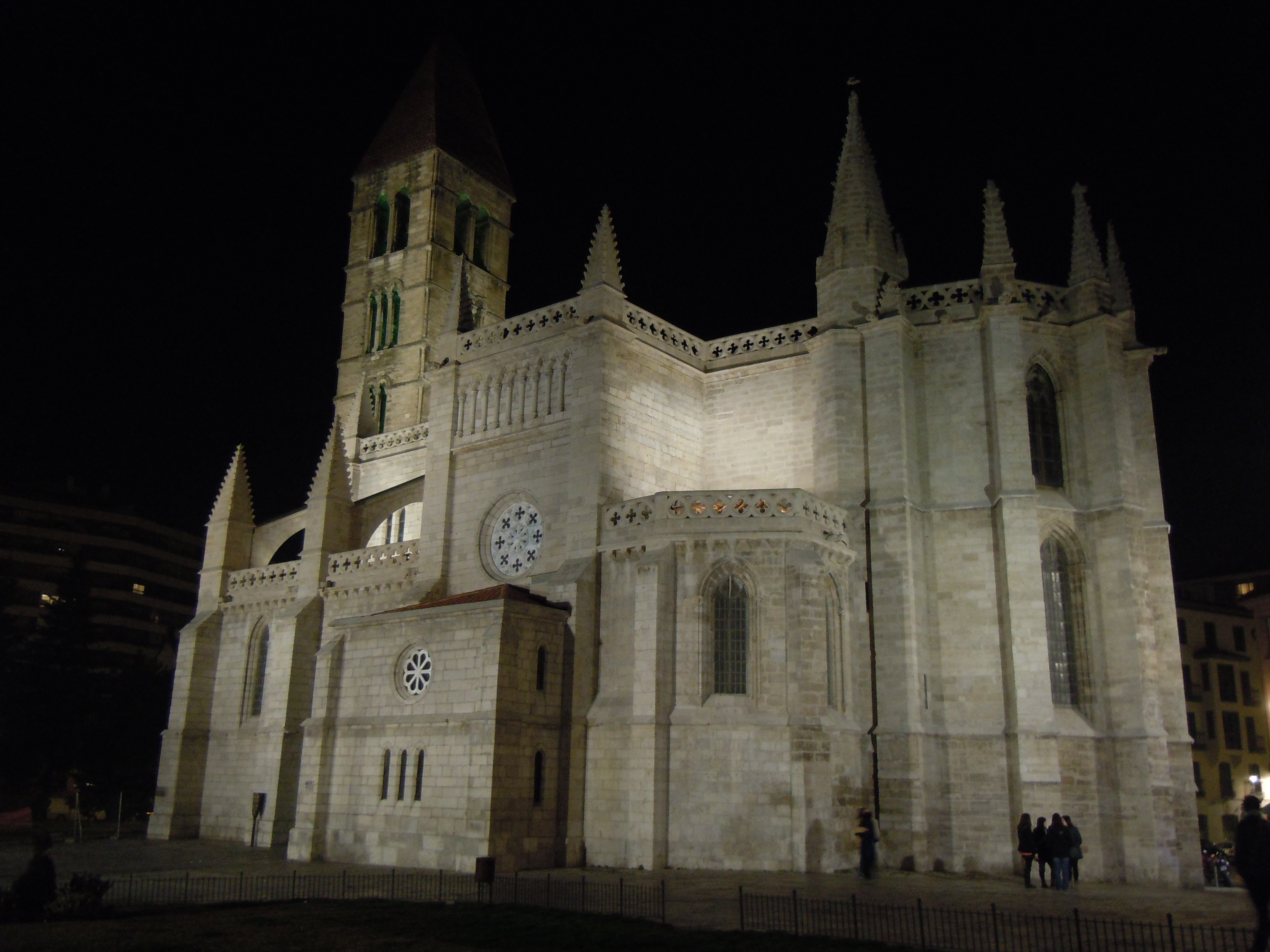
L'església a la nit
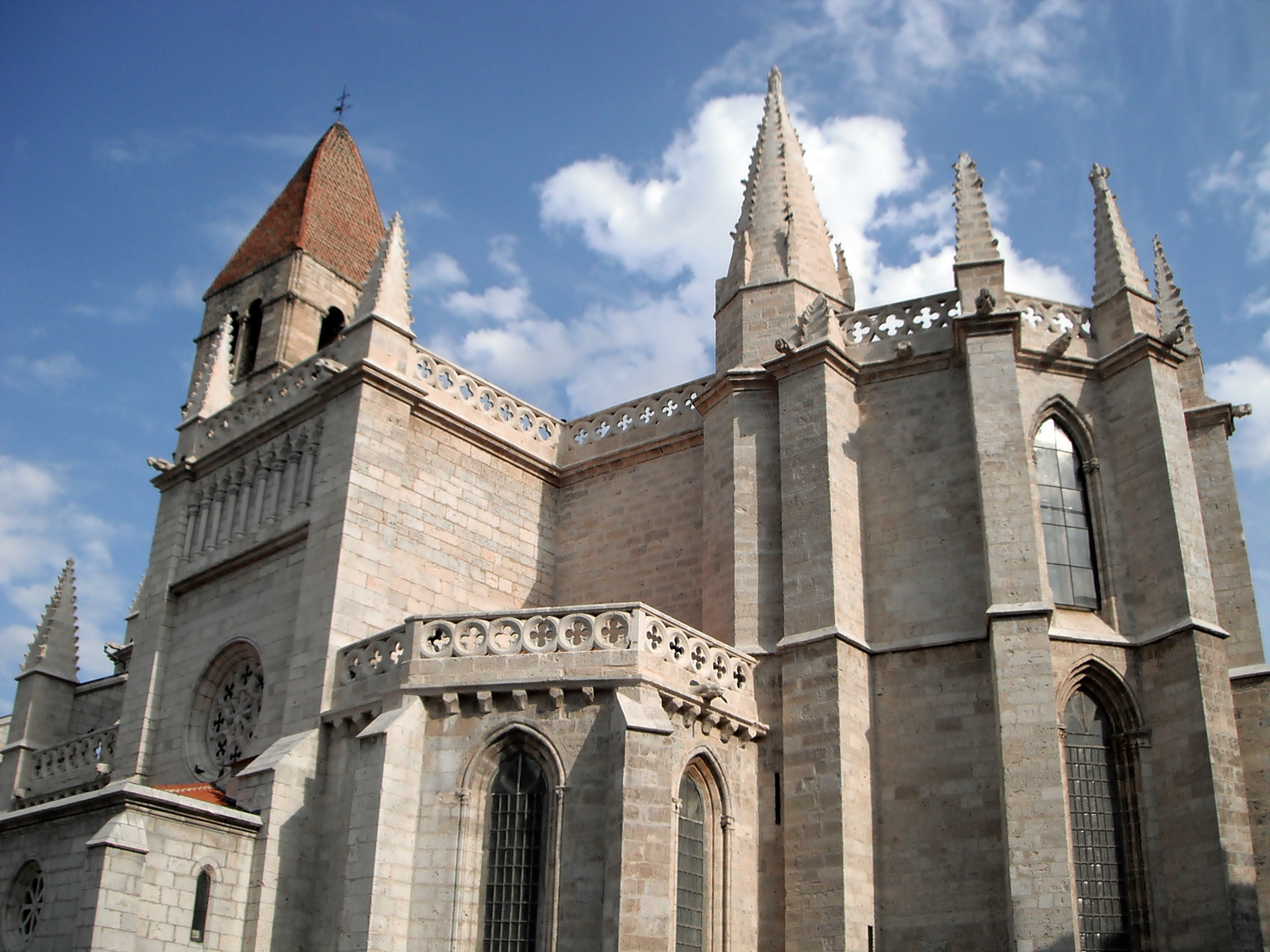
Detall de l'església
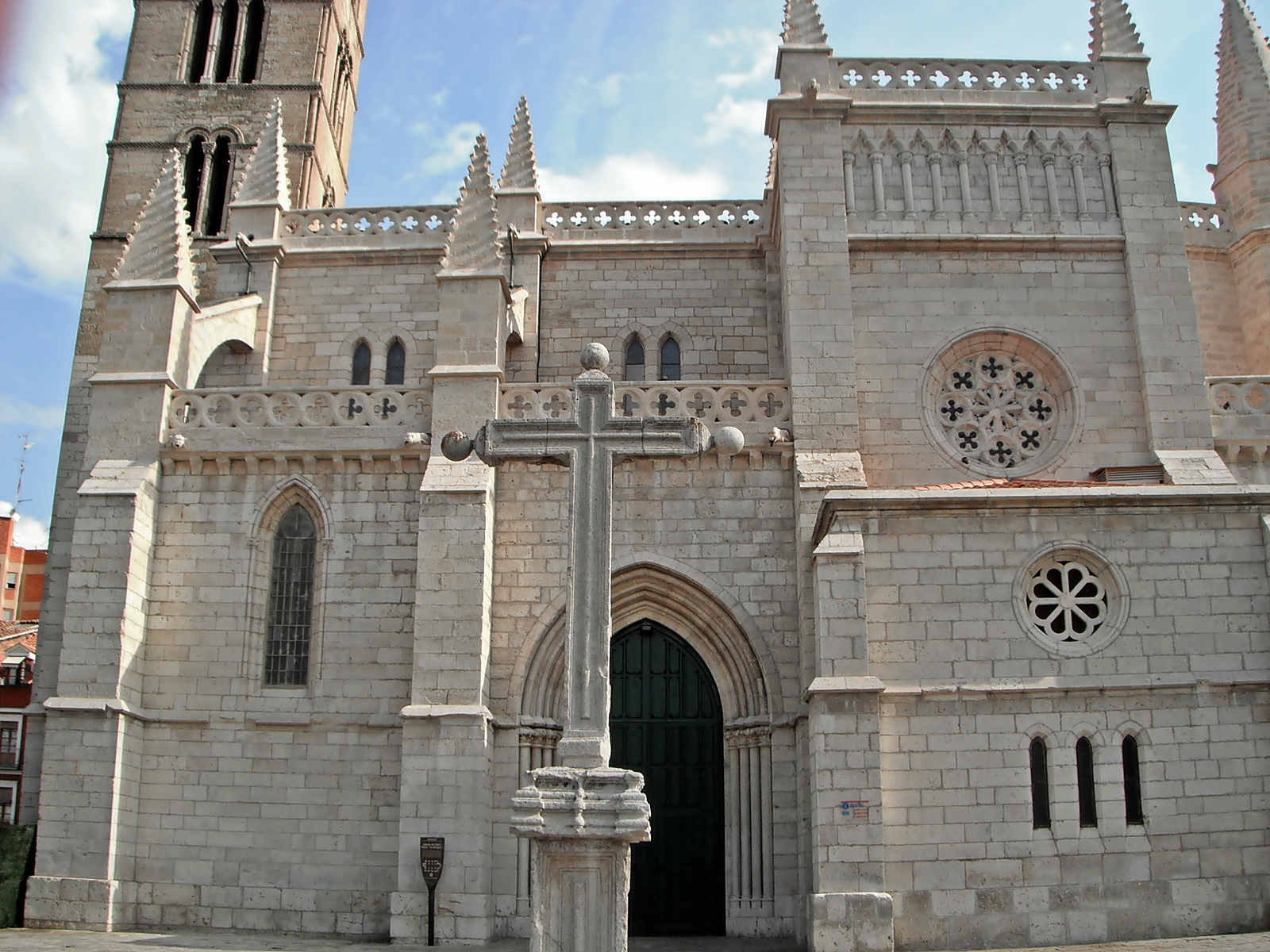
Portalada de la Antigua
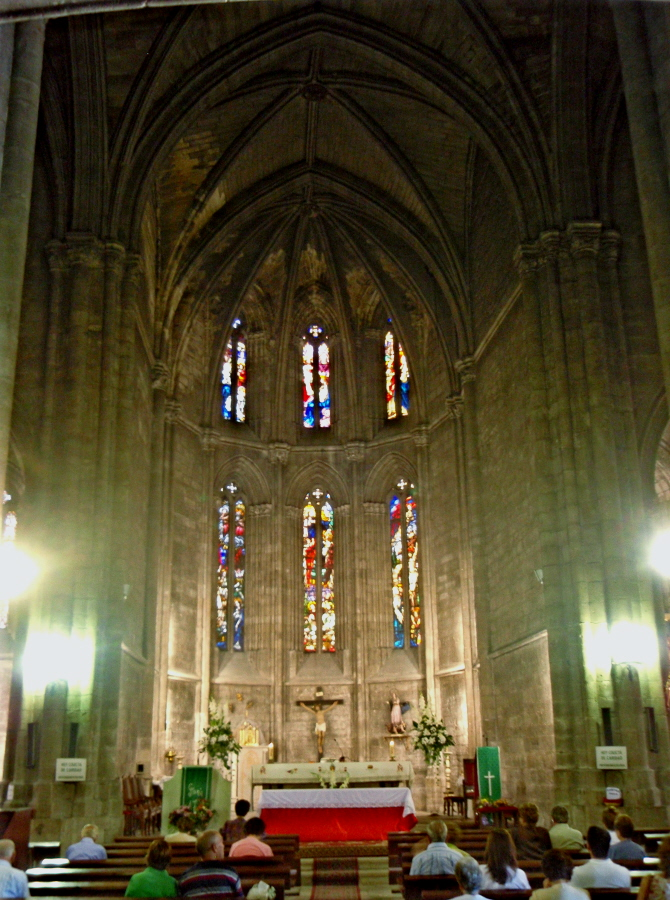
Interior de la Antigua